# Rock of Ages (Def Leppard)
Rock of Ages è una canzone del gruppo musicale britannico Def Leppard dal loro album Pyromania del 1983. Quando pubblicata come singolo negli Stati Uniti, ha raggiunto la posizione numero 16 della Billboard Hot 100 e il primo posto Mainstream Rock Songs (secondo singolo consecutivo dell'album a raggiungerlo, dopo Photograph).

## Descrizione
Il brano inizia con una frase senza senso in tedesco, "Gunter glieben glauchen Globen", che sarà poi campionata in Pretty Fly (for a White Guy) degli Offspring. Secondo lo staff dei Def Leppard:
La canzone appare nei videogiochi Brütal Legend e, in versione live, in Guitar Hero III: Legends of Rock come parte dello scaricabile Def Leppard Pack, insieme a Photograph e Nine Lives.
Nel 2012 il gruppo ha registrato nuovamente la canzone, insieme a Pour Some Sugar on Me, con il titolo di "Rock of Ages 2012". La nuova versione è stata pubblicata per il download digitale nel giugno del 2012, in occasione del lancio del film Rock of Ages. Appare anche nei titoli di testa del film Indovina perché ti odio dello stesso anno. 
La traccia dà il nome alla raccolta del gruppo Rock of Ages: The Definitive Collection, pubblicata nel 2005.

## Video musicale
Il videoclip di Rock of Ages è stato diretto da David Mallet e girato l'8 dicembre 1982 (giorno del 25º compleanno del chitarrista Phil Collen) a Battersea, Londra, Inghilterra.
Il manager dei Def Leppard, Peter Mensch, appare nel video come uno dei monaci.

## Tracce

### 7": Vertigo / VER6 (812 858-7) (UK)
1. Rock of Ages
2. Action! Not Words

### 12": Vertigo / VERX6 (812 293-1) (UK)
1. Rock of Ages
2. Action! Not Words

### 7": Mercury / 812 604-7 (US)
1. Rock of Ages
2. Billy's Got a Gun

## Formazione
Gruppo
- Joe Elliott – voce
- Steve Clark – chitarra ritmica, cori
- Phil Collen – chitarra solista,  cori
- Rick Savage – basso,  cori
- Rick Allen – batteria

Altri musicisti
- Booker T. Boffin – tastiera

## Classifiche
| Classifica (1983)             | Posizione massima |
| ----------------------------- | ----------------- |
| Canada                        | 24                |
| Regno Unito                   | 41                |
| Stati Uniti                   | 16                |
| Stati Uniti (mainstream rock) | 1                 |